# Sopot Open 2004 - Qualificazioni singolare maschile
Le qualificazioni del singolare maschile dell'Sopot Open 2004 sono state un torneo di tennis preliminare per accedere alla fase finale della manifestazione. I vincitori dell'ultimo turno sono entrati di diritto nel tabellone principale. In caso di ritiro di uno o più giocatori aventi diritto a questi sono subentrati i lucky loser, ossia i giocatori che hanno perso nell'ultimo turno ma che avevano una classifica più alta rispetto agli altri partecipanti che avevano comunque perso nel turno finale.
Le qualificazioni del torneo Sopot Open 2004 prevedevano 32 partecipanti di cui 4 sono entrati nel tabellone principale.

## Teste di serie
1. Àlex Corretja (ultimo turno)
2. Félix Mantilla (Qualificato)
3. Guillermo García López (Qualificato)
4. Franco Squillari (Qualificato)

1. Jiří Vaněk (Qualificato)
2. Ivo Minář (primo turno)
3. Andreas Seppi (ultimo turno)
4. Sergio Roitman (ultimo turno)

## Qualificati
1. Jiří Vaněk
2. Félix Mantilla

1. Guillermo García López
2. Franco Squillari

## Tabellone

### Legenda
| - Q = Qualificato - WC = Wild card - LL = Lucky loser | - ALT = Alternate - SE = Special Exempt - PR = Protected Ranking | - w/o = Walkover - r = Ritirato - d = Squalificato |

### Sezione 1
|  | Primo turno          | Primo turno          | Primo turno          | Primo turno | Primo turno |  |  | Secondo turno | Secondo turno | Secondo turno | Secondo turno | Secondo turno |   |   | Ultimo turno | Ultimo turno  | Ultimo turno  | Ultimo turno | Ultimo turno |  |
|  |                      |                      |                      |             |             |  |  |               |               |               |               |               |   |   |              |               |               |              |              |  |
|  | 1                    | Àlex Corretja        | Àlex Corretja        | 7           | 6           |  |  |               |               |               |               |               |   |   |              |               |               |              |              |  |
|  |                      | Stephen Huss         | Stephen Huss         | 5           | 4           |  |  | 1             | Àlex Corretja | 3             | 6             | 6             |   |   |              |               |               |              |              |  |
|  | Nikos Rovas          | Nikos Rovas          | Nikos Rovas          | 6           | 6           |  |  |               | Nikos Rovas   | 6             | 1             | 1             |   |   |              |               |               |              |              |  |
|  | Bartlomiej Dabrowski | Bartlomiej Dabrowski | Bartlomiej Dabrowski | 3           | 4           |  |  |               |               |               |               |               |   |   | 1            | Àlex Corretja | Àlex Corretja | 2            | 5            |  |
|  | Felipe Parada        | Felipe Parada        | Felipe Parada        | 7           | 6           |  |  |               |               | 5             | Jiří Vaněk    | Jiří Vaněk    | 6 | 7 |              |               |               |              |              |  |
|  | Mariano Delfino      | Mariano Delfino      | Mariano Delfino      | 6(1)        | 4           |  |  |               | Felipe Parada | Felipe Parada | 4             | 2             |   |   |              |               |               |              |              |  |
|  | 5                    | Jiří Vaněk           | Jiří Vaněk           | 6           | 6           |  |  | 5             | Jiří Vaněk    | Jiří Vaněk    | 6             | 6             |   |   |              |               |               |              |              |  |
|  |                      | Emiliano Redondi     | Emiliano Redondi     | 4           | 2           |  |  |               |               |               |               |               |   |   |              |               |               |              |              |  |

### Sezione 2
|  | Primo turno       | Primo turno        | Primo turno        | Primo turno | Primo turno |  |  | Secondo turno | Secondo turno    | Secondo turno    | Secondo turno  | Secondo turno  |   |   | Ultimo turno | Ultimo turno   | Ultimo turno   | Ultimo turno | Ultimo turno |  |
|  |                   |                    |                    |             |             |  |  |               |                  |                  |                |                |   |   |              |                |                |              |              |  |
|  | 2                 | Félix Mantilla     | Félix Mantilla     | 6           | 6           |  |  |               |                  |                  |                |                |   |   |              |                |                |              |              |  |
|  |                   | Juan Antonio Marín | Juan Antonio Marín | 1           | 0           |  |  | 2             | Félix Mantilla   | Félix Mantilla   | 6              | 6              |   |   |              |                |                |              |              |  |
|  | Krzysztof Kwinta  | Krzysztof Kwinta   | 6                  | 65          | 6           |  |  |               | Krzysztof Kwinta | Krzysztof Kwinta | 1              | 3              |   |   |              |                |                |              |              |  |
|  | Andrzej Grusiecki | Andrzej Grusiecki  | 4                  | 7           | 3           |  |  |               |                  |                  |                |                |   |   | 2            | Félix Mantilla | Félix Mantilla | 6            | 6            |  |
|  | Ashley Fisher     | Ashley Fisher      | Ashley Fisher      | 6           | 6           |  |  |               |                  | 8                | Sergio Roitman | Sergio Roitman | 3 | 2 |              |                |                |              |              |  |
|  | Dawid Piatkowski  | Dawid Piatkowski   | Dawid Piatkowski   | 4           | 2           |  |  |               | Ashley Fisher    | 7                | 4              | 3              |   |   |              |                |                |              |              |  |
|  | 8                 | Sergio Roitman     | 3                  | 6           | 6           |  |  | 8             | Sergio Roitman   | 65               | 6              | 6              |   |   |              |                |                |              |              |  |
|  |                   | Dawid Olejniczak   | 6                  | 4           | 3           |  |  |               |                  |                  |                |                |   |   |              |                |                |              |              |  |

### Sezione 3
|  | Primo turno                  | Primo turno                  | Primo turno                  | Primo turno | Primo turno |  |  | Secondo turno                | Secondo turno                | Secondo turno                | Secondo turno          | Secondo turno          |   |   | Ultimo turno | Ultimo turno           | Ultimo turno           | Ultimo turno | Ultimo turno |  |
|  |                              |                              |                              |             |             |  |  |                              |                              |                              |                        |                        |   |   |              |                        |                        |              |              |  |
|  | 3                            | Guillermo García López       | Guillermo García López       | 6           | 6           |  |  |                              |                              |                              |                        |                        |   |   |              |                        |                        |              |              |  |
|  |                              | Solon Peppas                 | Solon Peppas                 | 2           | 0           |  |  | 3                            | Guillermo García López       | Guillermo García López       | 6                      | 6                      |   |   |              |                        |                        |              |              |  |
|  | Sebastián Prieto             | Sebastián Prieto             | Sebastián Prieto             | 6           | 7           |  |  |                              | Sebastián Prieto             | Sebastián Prieto             | 2                      | 2                      |   |   |              |                        |                        |              |              |  |
|  | Filip Aniola                 | Filip Aniola                 | Filip Aniola                 | 2           | 63          |  |  |                              |                              |                              |                        |                        |   |   | 3            | Guillermo García López | Guillermo García López | 6            | 6            |  |
|  | Jose-Antonio Sanchez-De Luna | Jose-Antonio Sanchez-De Luna | Jose-Antonio Sanchez-De Luna | 6           | 6           |  |  |                              |                              |                              | Édouard Roger-Vasselin | Édouard Roger-Vasselin | 3 | 4 |              |                        |                        |              |              |  |
|  | Marcin Gołąb                 | Marcin Gołąb                 | Marcin Gołąb                 | 0           | 3           |  |  | Jose-Antonio Sanchez-De Luna | Jose-Antonio Sanchez-De Luna | Jose-Antonio Sanchez-De Luna | 1                      | 0                      |   |   |              |                        |                        |              |              |  |
|  |                              | Édouard Roger-Vasselin       | Édouard Roger-Vasselin       | 6           | 6           |  |  | Édouard Roger-Vasselin       | Édouard Roger-Vasselin       | Édouard Roger-Vasselin       | 6                      | 6                      |   |   |              |                        |                        |              |              |  |
|  | 6                            | Ivo Minář                    | Ivo Minář                    | 3           | 0           |  |  |                              |                              |                              |                        |                        |   |   |              |                        |                        |              |              |  |

### Sezione 4
|  | Primo turno        | Primo turno             | Primo turno             | Primo turno | Primo turno |  |  | Secondo turno | Secondo turno      | Secondo turno | Secondo turno | Secondo turno |   |   | Ultimo turno | Ultimo turno     | Ultimo turno     | Ultimo turno | Ultimo turno |  |
|  |                    |                         |                         |             |             |  |  |               |                    |               |               |               |   |   |              |                  |                  |              |              |  |
|  | 4                  | Franco Squillari        | Franco Squillari        | 7           | 6           |  |  |               |                    |               |               |               |   |   |              |                  |                  |              |              |  |
|  |                    | Guillem Burniol-Teixido | Guillem Burniol-Teixido | 5           | 2           |  |  | 4             | Franco Squillari   | 65            | 7             | 6             |   |   |              |                  |                  |              |              |  |
|  | Elefterios Alexiou | Elefterios Alexiou      | Elefterios Alexiou      | 6           | 6           |  |  |               | Elefterios Alexiou | 7             | 68            | 4             |   |   |              |                  |                  |              |              |  |
|  | Michal Domanski    | Michal Domanski         | Michal Domanski         | 2           | 2           |  |  |               |                    |               |               |               |   |   | 4            | Franco Squillari | Franco Squillari | 6            | 6            |  |
|  | Andis Juška        | Andis Juška             | Andis Juška             | 6           | 6           |  |  |               |                    | 7             | Andreas Seppi | Andreas Seppi | 4 | 3 |              |                  |                  |              |              |  |
|  | Esteban Zanetti    | Esteban Zanetti         | Esteban Zanetti         | 4           | 2           |  |  |               | Andis Juška        | 6             | 3             | 2             |   |   |              |                  |                  |              |              |  |
|  | 7                  | Andreas Seppi           | Andreas Seppi           | 7           | 6           |  |  | 7             | Andreas Seppi      | 4             | 6             | 6             |   |   |              |                  |                  |              |              |  |
|  |                    | Petr Dezort             | Petr Dezort             | 5           | 2           |  |  |               |                    |               |               |               |   |   |              |                  |                  |              |              |  |